# اوتکرک
اوتکرک (به فرانسوی: Houtkerque) یک کمون در فرانسه با جمعیت ۷۷۴ نفر است که در نور-پا-دو-کاله واقع شده‌است.